# Cynoglossus acutirostris
 Cynoglossus acutirostris és un peix teleosti de la família dels cinoglòssids i de l'ordre dels pleuronectiformes que viu al Mar Roig i al Golf d'Aden.